# Lubieszewska Góra
Lubieszewska Góra (t. Lubieszowska Góra) – wzniesienie na Równinie Gryfickiej o wysokości 46,8 m n.p.m., położone w woj. zachodniopomorskim, we wschodniej części miasta Gryfice.
Na Lubieszewskiej Górze znajduje się ujęcie wody pitnej dla Gryfic. Wyraźny wierzchołek stanowi jedną ze studni głębinowych. Do ujęcia prowadzi ul. Śniadeckich.

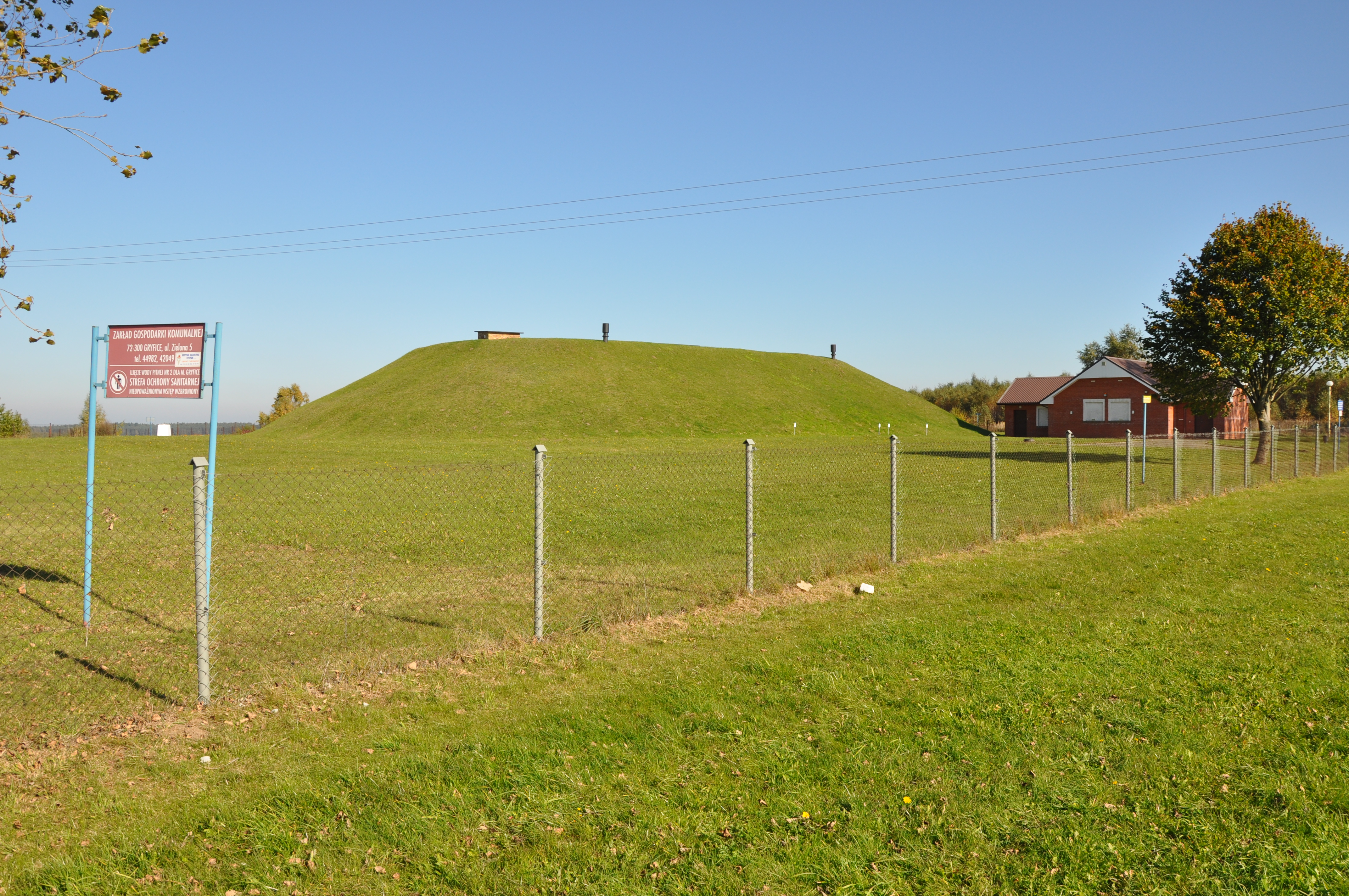
Wierzchołek będący ujęciem wody pitnej

Ok. 1,8 km na wschód od wzniesienia leży wieś Lubieszewo.
Nazwę Lubieszewska Góra wprowadzono urzędowo rozporządzeniem w 1949 roku, zastępując poprzednią niemiecką nazwę Lübsower Berg